# Tivù (azienda)
Tivù S.r.l. è una società italiana partecipata da Rai (48%) Mediaset (48%) TIM (3%) e Associazione Tv Locali e Aeranti-Corallo (1%).
La società è nata nel settembre 2008 per promuovere in Italia l'offerta televisiva digitale terrestre gratuita e lanciare la prima piattaforma satellitare gratuita italiana, Tivùsat, ispirandosi anche al successo ottenuto nel Regno Unito dalle piattaforme televisive gratuite Freeview (piattaforma digitale terrestre) e Freesat (piattaforma digitale satellitare). È operativa con la piattaforma televisiva satellitare gratuita Tivùsat (via satellite) a partire dal 31 luglio 2009.

## Storia
Il progetto Tivù ha mosso i primi passi con la collaborazione del consorzio DGTVi nel luglio 2006 in seguito al successo della piattaforma digitale terrestre Freeview, piattaforma televisiva gratuita del Regno Unito. Dopo essere stato accantonato per diversi mesi, il progetto è venuto alla ribalta in seguito alla nascita di Tivùsat, piattaforma digitale satellitare approvata dalla Rai in data 28 maggio 2008, che permette, dal 31 luglio 2009, di ricevere via satellite in Italia tutta l'offerta televisiva gratuita del digitale terrestre italiano anche agli utenti non coperti da tale tecnologia. 

## Canali televisivi diffusi
- Rai 1
- Rai 2
- Rai 3[7]
- Rai 4
- Rai 5
- Rai Movie
- Rai Premium
- Rai News 24
- Rai Storia
- Rai Scuola
- Rai Sport
- Rai Gulp
- Rai Yoyo
- Rai 1 HD
- Rai 2 HD
- Rai 3 HD
- Rai 4 HD
- Rai 5 HD
- Rai Movie HD
- Rai Premium HD
- Rai News 24 HD
- Rai Storia HD
- Rai Scuola HD
- Rai Sport HD
- Rai Gulp HD
- Rai Yoyo HD
- Canale 5 HD
- Italia 1 HD
- Italia 2 HD
- Rete 4 HD
- La5 HD
- Iris HD
- Top Crime HD
- Mediaset Extra HD
- TGcom24 HD
- Boing HD
- Cartoonito HD
- LA7 HD
- LA7d HD
- TV2000 HD
- TV8 HD
- Cielo HD
- Paramount Network
- Nove
- Real Time
- Giallo
- DMAX
- SuperTennis
- France 24 (in lingua francese)
- Radio Italia TV
- QVC
- GM24
- Focus